# Лісова Ніна Денисівна
Ні́на Дени́сівна Лісова́ (6 вересня 1923— 27 березня 2006), доктор медичних наук (1972), професор (1973), орден «Знак Пошани», «Медаль Гоуфелянда» (1968).

## Біографія
Народилася 6 вересня 1923 р. в селі Тихвинка Воронезької області у сім'ї службовців.
У 1941 році закінчила Верхньо-Карачанську середню школу. Працювала коректором і літпрацівником редакції районної газети.
У 1945 році вступила до Харківського стоматологічного інституту.
У 1949 році закінчила Харківський стоматологічний інститут.
1949—1952 рік — клінічний ординатор кафедри хірургічної стоматології, пізніше — асистент. Працюючи на кафедрі асистентом, Ніна Денисівна однією з перших вивчила і застосувала ендотрахеальний наркоз при оперативних втручаннях у щелепно-лицевій ділянці.
У 1955 році захистила кандидатську дисертацію на тему «Підщелепні сіалоаденіти і сіалодохіти при слинокам'яній хворобі».
У 1960 році — доцент кафедри хірургічної стоматології.
1962—1965 рік — проректор з навчальної роботи.
У 1964 році Лісову Ніну Денисівну обрано ректором Харківського медичного стоматологічного інституту.
У 1967 році Рада Міністрів Україні прийняла Постанову про переведення Харківського медичного стоматологічного інституту до м. Полтави й перейменування його в Полтавський медичний стоматологічний інститут. Саме під керівництвом ректорки розпочався полтавський період функціонування вишу.
У 1968 році отримала від уряду НДР «Медаль Гоуфелянда» — за підготовку лікарів-стоматологів для НДР.
У 1972 році захистила докторську дисертацію на тему «Клініка і лікування слинокам'яної хвороби підщелепних залоз (топографо-анатомічне і клінічне дослідження)». Проведені Н. Д. Лісовою дослідження мають нині велике науково-практичне значення, присвячені вони проблемам гнійно-запальних захворювань; реконструктивній хірургії вроджених аномалій у дітей; методам місцевого і загального знеболення під час оперативних втручань у щелепно-лицевій ділянці голови при захворюваннях і ушкодженнях; незростанні твердого піднебіння і губи, специфічному лікуванні запалення слинних залоз, хірургічному лікуванні слинокам'яної хвороби, аналізу ускладнень.
Ніна Денисівна розробила і впровадила аутовакцину для лікування хронічних паротитів (паротин).
У 1973 році отримала почесне звання професора.
У 1974 році Ніну Денисівну було переведено до Харківського інституту післядипломної освіти лікарів, де вона продовжувала свою наукову і громадську діяльність.
1975—1991 рік — завідувач кафедри хірургічної стоматології Українського інституту вдосконалення лікарів у м. Харкові.
Померла 27 березня 2006 року в м. Харкові.

## Наукова діяльність
Ніна Денисівна — автор понад 400 наукових праць, 50 раціоналізаторських пропозицій.
Під її керівництвом захищено понад 20 кандидатських дисертацій, 2 докторські дисертації.
Наукова діяльність вченої була присвячена особливостям розвитку і лікування захворювань слинних залоз, гнійно-запальних захворювань і травматичним ушкодженням щелепно-лицевої ділянки, реконструктивній хірургії вроджених аномалій у дітей, лікуванню доброякісних пухлин і пухлиноподібних новоутворень. Великого значення науковиця надавала питанню невідкладної допомоги хворих стоматологічного профілю.

## Нагороди та почесні звання
У 1968 році отримала від уряду НДР «Медаль Гоуфелянда» — за підготовку лікарів-стоматологів для НДР.
Нагороджена медалями
- «За відмінну роботу»,
- «За трудову доблесть»,
- нагрудним знаком «Відмінник охорони здоров'я»,
- золотим знаком «Почесний член асоціації стоматологів України».

За заслуги в розвитку медичної науки, підготовці наукових і медичних кадрів, активну громадську діяльність була відзначена орденом «Знак Пошани».